# نمایشگاه ایفا

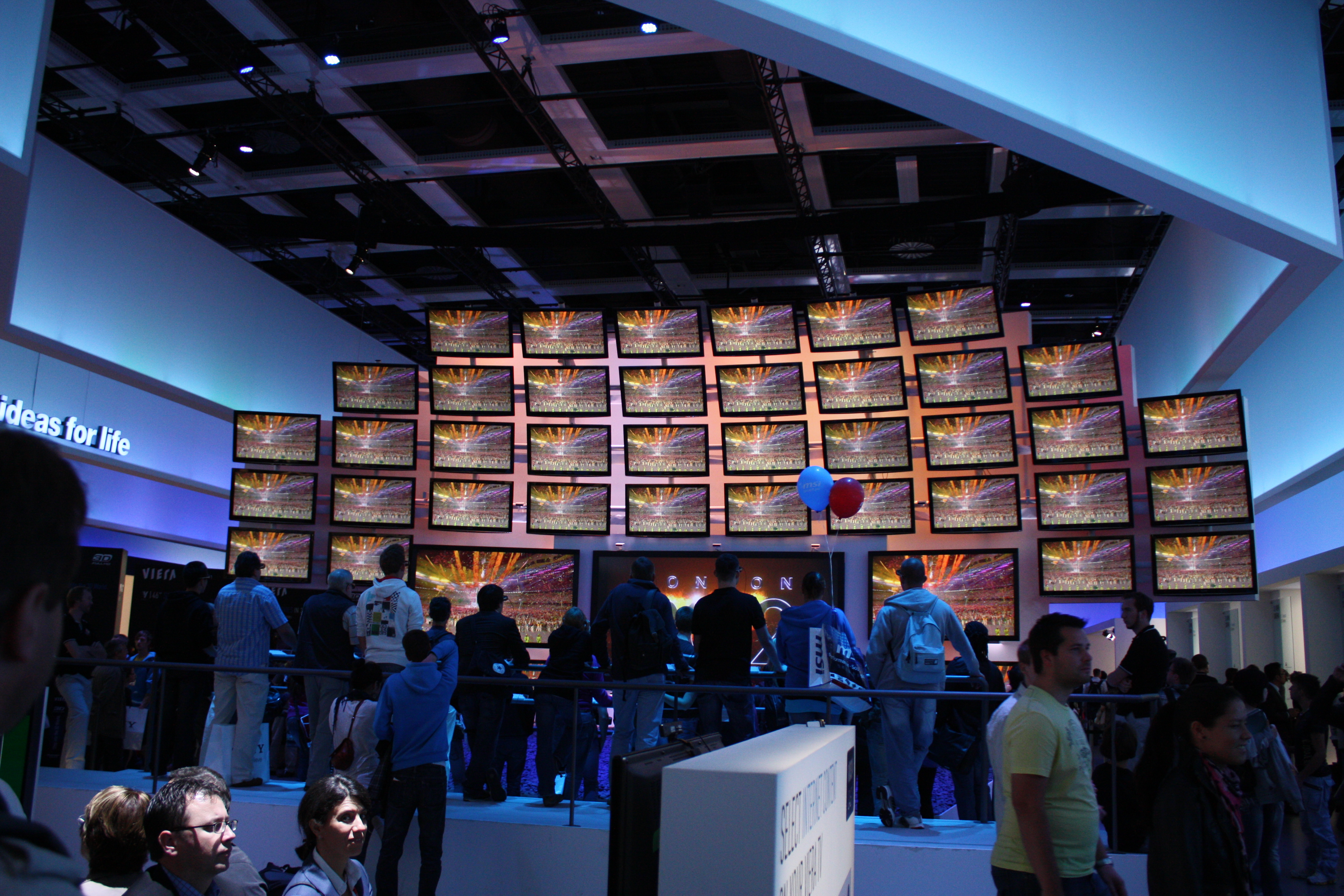
نمایشگاه IFA 2010

نمایشگاه ایفا (IFA) (به انگلیسی: Internationale Funkausstellung Berlin) یکی از قدیمی‌ترین نمایشگاه‌های صنعتی در آلمان است. نمایشگاه ایفا(IFA) یکی از قدیمی‌ترین نمایشگاه‌های الکترونیک و لوازم خانگی است که از سال ۱۹۲۴ تا ۱۹۳۹ هرساله برگزار می‌شد اما این نمایشگاه از سال ۱۹۵۰ طوری برنامه‌ریزی شد که هر دو سال برگزار شود و این روند تا سال ۲۰۰۵ نیز ادامه داشت اما از سپتامبر همان سال به روند سابق برگشت و هرساله این نمایشگاه در برلین آلمان برگزار می‌شود.
این نمایشگاه فرصت بسیار خوبی را در اختیار شرکت‌های مختلف قرار می‌دهد تا آخرین محصولات خود را در معرض دید بازدید کنندگان پرشمار نمایشگاه قرار دهند. به دلیل پوشش گستردهٔ رسانه‌های آلمانی و تبلیغات گسترده، IFA توانسته‌است به یک نمایشگاه بین‌المللی تبدیل شود و در طی تاریخ، نوآوران و شرکت‌های بزرگ را به سمت خود جلب کند.
این نمایشگاه از سال ۲۰۱۵ بزرگترین نمایشگاه در زمینهٔ فناوری‌ها بوده‌است". این نمایشگاه در IFA 2015 نزدیک ۲۴۵٬۰۰ بیننده داشت و ۱۶۴۵ غرفه دار.
این نمایشگاه بزرگ که در سال ۲۰۲۰ بخاطر بحران ویروس کرونا با کمی تفاوت از ۱۳ تا ۱۵ شهریور ۱۳۹۹ برگزار شد، همانند بسیاری از رویدادهای دیگر از ترکش‌های همه‌گیری ویروس کرونا در امان نمانده و تفاوت‌های زیادی را با سال‌های گذشته تجربه می‌کند. ایفا ۲۰۲۰ از معدود نمایشگاه‌هایی بود که علی‌رغم شیوع کرونا بخش حضوری خود را به‌طور کامل لغو نکرد؛ بلکه به‌جای پذیرش عموم مردم از سراسر دنیا تنها پذیرای گروه منتخبی از خبرنگاران و نمایندگان صنعت بود.

## موضوعات نمایشگاه ایفا
این نمایشگاه بر پایه الکترونیک و لوازم خانگی برپا شده‌است و محصولات جدید در این زمینه‌ها رونمایی می‌شوند و به‌طور کلی موضوعات این نمایشگاه به شرح زیر می‌باشد.
- لوازم الکتریکی خانگی
- سیستم‌های تهویه مطبوع و تجهیزات سرمایشی و گرمایشی خانگی
- تجهیزات خانه‌های هوشمند
- سیستم‌های صوتی با عملکرد بالا، بلندگوها، سیستم‌های صدای فراگیر یا صدای ساراند
- تجهیزات جانبی لوازم برقی خانه
- سیستم‌های صوتی و الکتریکی اتومبیل
- نرم‌افزار و سخت‌افزارهای کامپیوترهای شخصی و گجت‌های پوشیدنی
- قطعات و تکنولوژی‌های روز (تلویزیون، مخابرات، کابل، موبایل و..)
- آزمایشگاه تحقیقاتی
- ایستگاه تلویزیونی، رادیو، بخش موسیقی و بخش ویدیو، رسانه‌های حرفه ای[۵]

## تاریخچه

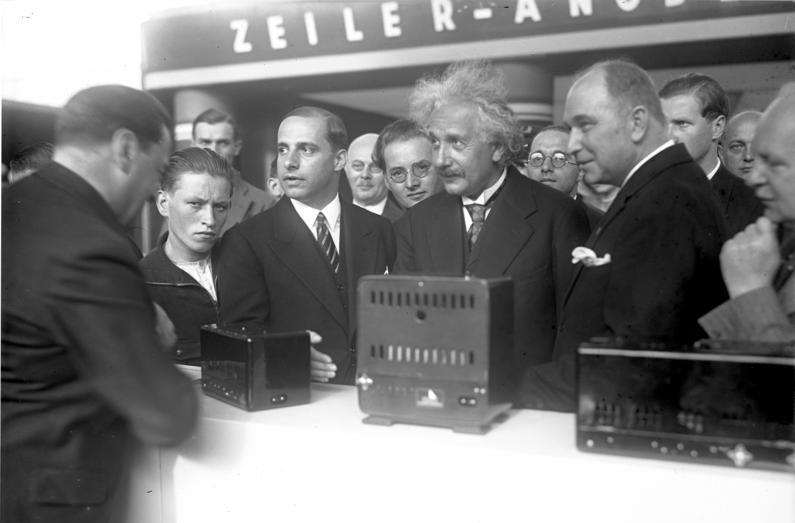
انیشتین باز IFA در سال ۱۹۳۰

مخترع و فیزیک‌دان بزرگ آلمانی، مانفرد ون آردن، برای اولین بار در سال ۱۹۳۱ میلادی و در این نمایشگاه، نمایشگرهای CRT که اختراع او بودند را به نمایش گذاشت.
در سال ۱۹۳۳ در این نمایشگاه شاهد معرفی Volksemfanger که یک دریافت‌کنندهٔ رادیویی است، بودیم. سفارش آن توسط جوزف گوبلز داده شده و طراحی آن توسط اوتو گریسینگ انجام شد. این دستگاه در طی دهمین IFA در ۱۸ اوت سال ۱۹۳۳ با قیمت ۷۶ رایش مارک برای فروش گذاشته شد و بیش از ۱۰۰ هزار دستگاه از آن در طی نمایشگاه به فروش رفت.
در سال ۱۹۳۸، DKE 38 (گیرنده دیجیتالی مینیاتوری) در جهت بهبود گیرنده ساخته شد و به دنبال آن قیمت آن در 35 RM ثابت شد.
AEG که در سال ۱۸۸۳ توسط امیل راتنائو پایه‌گذاری شده‌است، اولین ضبط‌کنندهٔ صدا را با نام Magnetophon K1 در نمایشگاه در ماه اوت سال ۱۹۳۵ میلادی معرفی کرد…
در سال ۱۹۳۹ این نمایشگاه به نام Grosse دویچه Funk - und Fernseh-Ausstellung (عالی، رادیو و تلویزیون، نمایشگاه). این Einheits-Fernseh-Empfänger E1یک تلویزیون طراحی شده بود و مقرون به صرفه برای همه معرفی شد. فیزیکی، اندازه صفحه نمایش بود ۷٫۶۸" × ۸٫۸۶". برنامه‌ای برای مقیاس بزرگ تولید خنثی شد با وقوع جنگ جهانی دوم است. رنگ تلویزیون معرفی شد (نمونه اولیه) بر اساس یک اختراع توسط ورنر Flechsig (cf. سایه ماسک).

کمپانی چند ملیتی فیلیپس روز جمعه ۳۰ اوت ۱۹۶۳ در نمایشگاه IFA از اولین کاست‌ها و ضبط‌کنندهٔ صدا بر روی کاست خود، Philips EL3300 رونمایی کرد.

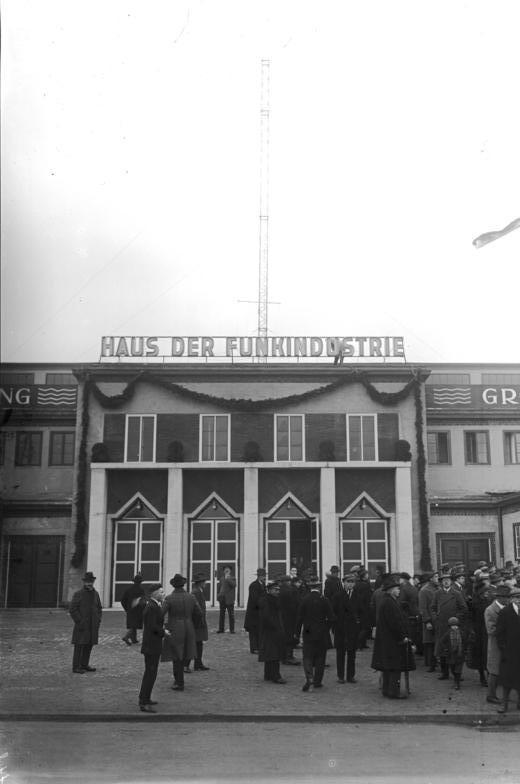
ورودی اصلی و افتتاح نمایشگاه در سال ۱۹۲۴
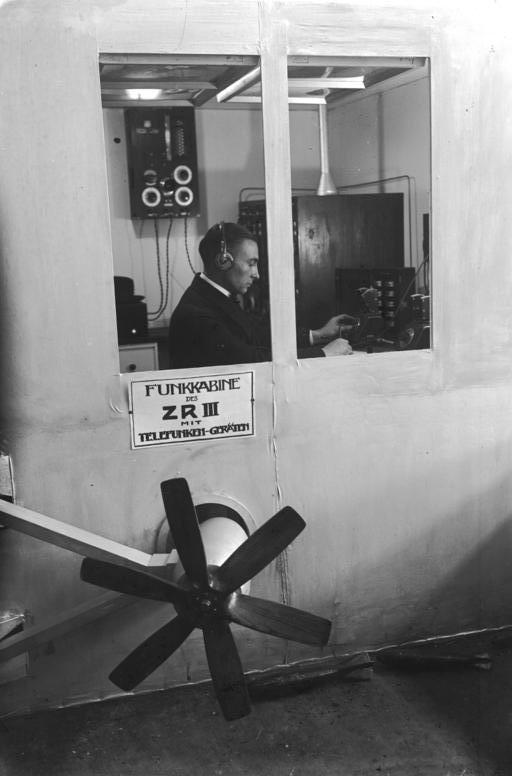
Funkkabine از Z. R. 3.
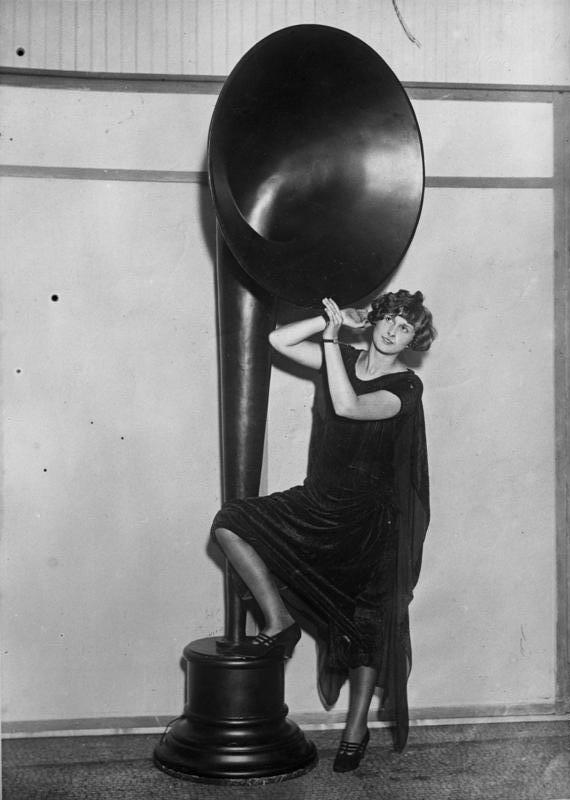
ارائه یک بلندگو در سال ۱۹۲۹

## یادداشت
1. ↑  "Gramophone, Issue November 1989". Gramophone: 206. November 1989. Retrieved 4 August 2010.
2. ↑  Staff, Verge (7 September 2015). "IFA 2015: the best of Europe's biggest tech show".
3. ↑  "Mehr Besucher und bessere Geschäfte bei der IFA".
4. ↑  "رونمایی‌های مجازی در نمایشگاه ایفای ۲۰۲۰".
5. ↑  "محصولات جدید غول‌های فناوری در ایفا۲۰۲۰".
6. ↑  Albert Abramson, Zworykin: Pioneer of Television, University of Illinois Press, 1995, p. 111.
7. ↑  History Department at the University of San Diego. "Magnetic Recording History Pictures". Archived from the original on 20 July 2009.
8. ↑  "1935 AEG Magnetophon Tape Recorder". mixonline.com. 1 September 2006. Archived from the original on 8 February 2013. Retrieved 18 June 2010.
9. ↑  Schellinx, Harold (23 March 2013). "Mourning and Celebrating 50 years of Compact Cassette". SoundBlog. HarSMedia.com. Archived from the original on 9 October 2013. Retrieved 25 August 2013.
10. ↑  Rewound.